# 黄陂镇 (兴宁市)
黄陂镇，是中华人民共和国广东省梅州市兴宁市下辖的一个乡镇级行政单位。现辖28个行政村和1个居委会。

## 行政区划
黄陂镇下辖以下地区：
黄陂社区、粒坑村、三佳村、上翁村、下翁村、中心村、浊水村、陶塘村、后山村、陶古村、径口村、径中村、甘一村、甘专村、大一村、大二村、黄石村、留陂村、联丰村、振光村、寺岗村、春勤村、学士村、桥尾村、虎留村、五星村、土墩村、樟坑村和龙溪村。